# Eugenio Scalfari
Eugenio Scalfari (né le 6 avril 1924 à Civitavecchia et mort à Rome le 14 juillet 2022) est un journaliste, un patron de presse, un essayiste et une personnalité politique italienne.

## Biographie
Eugenio Scalfari commence par fonder L'Espresso en 1955. Puis il fonde La Repubblica en 1976 et dirige ce quotidien jusqu'en 1996. Il a été député du Parti socialiste italien lors de la Ve législature.